# 529 Preziosa
Az 529 Preziosa egy a Naprendszer kisbolygói közül, amit Max Wolf fedezett fel 1904. március 20-án.